# Meilleures Ennemies (série littéraire)
Pour les articles homonymes, voir Meilleures Ennemies.
Meilleures Ennemies (Frenemies) est une série de romans écrits par l'auteure américaine Alexa Young.

## La saga
- Frenemies, Harper Teen, mai 2008 Publié en français sous le titre Meilleures amies, pires ennemies, trad. Jean-Noël Chatain, coll. Littérature jeunesse, Michel Lafon, mai 2008  (ISBN 9782749908601)[1].
- Faketastic, Harper Teen, janvier 2009 Publié en français sous le titre À la vie, à la mode, trad. Jean-Noël Chatain, coll. Littérature jeunesse, Michel Lafon, juin 2009  (ISBN 9782749910390)[2].
- Glamnesia, Harper Teen, janvier 2009 Publié en français sous le titre Duo-duel au défilé, trad. Jean-Noël Chatain, coll. Littérature jeunesse, Michel Lafon, novembre 2009  (ISBN 9782749911243)[3].
- Fabotage, Harper Teen, janvier 2010

## Argument

### Meilleures amies, pires ennemies(Frenemies)
résumé 
Avalon Greene et Halley Brandon sont deux amies inséparables depuis l'enfance. Hélas, Halley part étudier l'art loin d'Avalon le temps d'un été ; celle-ci, de son côté, se délasse sur les plages de Californie avec la chef des pom-pom girls,Brianna tout en régnant d'une main de fer sur la mode. A la rentrée, scandale Avalon s'insurge en voyant le nouveau style de sa meilleure amie. Halley, qui pensait partager ses souvenirs d'été avec sa confidente, doit alors prendre ses distances car elles  se critique ... Et si leur fabuleuse amitié était finalement dépassée ? Commence alors une guerre sans merci : garde partagée de leur chiot Pucci, répartition des copines, coups bas par blogs interposés. Avalon et Halley vont découvrir ce qui arrive lorsqu'on se mesure à celle qui vous connaît le mieux... et qui ne craint pas d'utiliser vos secrets pour parvenir à ses fins.comment elles se sont disputées ?

### À la vie, à la mode(Faketastic)
Avalon et Halley se sont réconciliées après leur « fiestamitié » qui a tourné au cauchemar. De retour au collège, Halley se met à fréquenter Wade, le garçon sur qui elle avait flashé. Mais ce dernier est aussi l'ex petit copain de son amie Sofee... Parallèlement, Avalon, qui avait rejoint les pom-pom girls, va bientôt participer à un championnat inter-collège de pom-pom girls avec son équipe. Mais les filles ne sont pas assez nombreuses, et leur équipe va devoir fusionner avec l'équipe de gymnaste (dont fait partie Halley) pour créer un super groupe capable de gagner le championnat.
Malheureusement Halley s'éloigne de plus en plus de Wade, tandis que lui se rapproche de plus en plus d'Avalon. Les filles vont finalement gagner le championnat, alors qu'Halley va découvrir au même moment que celle qu'elle considérait comme sa meilleure amie sort avec son petit ami. Avalon s'est en effet vengé d'Halley en lui volant Wade parce que cette dernière lui a piqué la place de capitaine de pom pom girls qu'elle convoitait tant. Cette fois, leur amitié semble bel et bien terminée.

### Duo-duel au défilé(Glamnesia)
La mère de Halley a obtenu par une styliste de ses amies des places pour la Fashion Week à Los Angeles pour Halley, Avalon et sa mère. Le problème est qu'Avalon et Halley se font la guerre. Halley essaie alors de persuader sa mère de garder les invitations mais sa mère refuse. Là-bas, leur idée sur la mode et leur look fait sensation, mais chaque fois qu'elles croisent une star, chacune essaie de voler la vedette à l'autre. Elles se font alors remarquer par une reporter de mode.
Après être tombées amoureuses du même garçon, elles vont à l'atelier de Gia Lamberti, la styliste que la mère de Halley connaît, pour y voir sa prochaine collection. Gia leur demande leur avis. Halley lui avoue qu'elle ne la trouve pas terrible mais qu'elle a fait des croquis durant la visite pour l'améliorer. Gia décide alors d'engager Avalon et Halley pour redessiner la collection en deux jours afin qu'elle soit prête pour le défilé. En échange, elle les citera à la fin du défilé. L'occasion pour les deux filles de faire enfin la paix.
Le jour dit, Halley et Avalon sont assises aux premières loges, toutes stressées. À la fin du défilé, Gia Lamberti monte sur le podium et tout le monde l'applaudit mais contrairement à sa promesse, elle ne cite pas les filles. Elles rencontrent peu après Frankie, une ancienne assistante de Gia, et deviennent ses stagiaires.

### Frankenstyle(Fabotage)
Sur le tournage du documentaire qui leur est consacré, Halley et Avalon rencontrent les anciennes collègues de Frankie quand elle jouait dans The Cliff sur MTV : Maggie, Lucy et Anna. Avalon meurt d'envie de connaître ces stars de la télé-réalité, mais Halley se méfie.
Elle n'est pas très contente non plus quand elle apprend que les dialogues du documentaire sont déjà écrits ! Elle n'arrive pas à les jouer alors qu'Avalon est une vraie actrice. Parallèlement, Halley essaie de se réconcilier avec les Dead Romeos et Avalon avec Brianna et Sydney, toutes les deux sans succès.
Le documentaire terminé, Frankie et les fashionnistas invitent Brianna, Sydney et les Dead Romeos, à le voir en avant-première ! Il choque beaucoup Avalon et Halley : les Cliff Girls les y traitent de tous les noms. Humiliées devant les personnes qui comptent le plus pour elles, elles demandent au réalisateur d'en couper des passages.